# Grande unità
Una grande unità, nelle forze armate è una unità militare dei reparti di impiego strategico.

## Organizzazione

### Comando
Tutte le grandi unità sono sempre poste sotto il comando di un ufficiale generale, il cui grado è relativo al livello dell'unità comandata.

### Struttura
Tipicamente, le grandi unità militari si suddividono in elementari e complesse. Ad esempio, nell'Esercito Italiano le grandi unità elementari sono le brigate e le divisioni, mentre quelle complesse sono i corpi d'armata e le armate.